# Valsella myricae
Valsella myricae är en svampart som tillhör divisionen sporsäcksvampar, och som beskrevs av Bres.. Valsella myricae ingår i släktet Valsella, och familjen Valsaceae. Arten är reproducerande i Sverige.